# Eurocon 1976
Eurocon 1976, acronim pentru Convenția europeană de science fiction din 1976, cea de-a treia de acest gen, a avut loc la Poznan în  Polonia.